# Michelino
Michelino, nome d'arte di Michele Gramazio (Lucera, 1937 – Como, 27 dicembre 2010), è stato un cantante e batterista italiano.
Attivo con il complesso di cui è capo orchestra (la quasi totalità dei suoi dischi sono stati pubblicati con la denominazione Michelino & il suo complesso) è entrato nella storia della musica leggera italiana grazie alla hit Cha cha cha della segretaria, successo del 1960.

## Biografia
Inizia la carriera musicale giovanissimo, spinto dal fratello maggiore Natalino (nato nel 1932), contrabbassista: si avvicina alla batteria e, dopo aver suonato in alcune orchestre, entra nella Fonfon di Rio, con cui si esibisce fino alla metà degli anni cinquanta.
Decide poi di formare un suo complesso, insieme al fratello, e si specializza in ritmi sudamericani (sulla falsariga di Franco e i "G.5"), esibendosi nei ritrovi estivi in Italia ed all'estero, soprattutto in Brasile ed in America Latina.
Nel 1959 viene contattato da Giovanni Battista Ansoldi, che gli propone un contratto discografico con la Primary; l'anno successivo ottiene il grande successo con quella che rimane la sua canzone più famosa, Cha cha cha della segretaria (con testo dello stesso Michelino, ma firmato dal maestro Piero Soffici con lo pseudonimo Ardiente), versione in italiano del successo di Pepe Luis Las Secretarias.
Il 7 dicembre 1961 si sposa con Nicoletta Lopez, anche lei pugliese (di San Ferdinando di Puglia), conosciuta durante un'esibizione.
Per alcuni anni continua a lanciare nuove canzoni ispirate al cha cha cha, ottenendo il soprannome El señor del cha cha cha: ricordiamo Ye Ye cha cha cha, Ciceron cha cha cha, Rumbadi Bumbadi cha cha cha, Ho bigiato la scuola (con testo di Luciano Beretta e musica di Piero Soffici) e Fidel, curiosa presa in giro di Fidel Castro.
In seguito lancia nella penisola altri balli sudamericani, come il merengue e la pachanga, e lanciando sue versioni di best seller come Brigitte Bardot, Flamenco rock, Canzone do Brasil (con il testo in italiano di Misselvia); si esibisce spesso in Europa, ottenendo in particolare successo in Spagna, Francia, Austria, Grecia, Turchia ed Egitto.
Nel 1963 lancia un ballo di sua composizione, il 4 marce, caratterizzato da un aumento progressivo della velocità del ritmo; con l'avvento negli anni successivi della musica beat il successo diminuisce, anche se continua l'attività dal vivo per alcuni decenni, continuando ad esibirsi in tutto il mondo.
Nel 1965 ha inciso una sua versione di All I Really Want To Do di Bob Dylan tradotta in italiano da Mogol ed intitolata Ciò che voglio.

## Formazione della band
- Michelino Gramazio: capo orchestra, batteria, voce
- Sandro Delle Donne: voce solista
- Natalino Gramazio: contrabbasso, voce
- Renzo Ruggieri: sax, pianoforte, clarino, voce
- Joe Fraternale: organo hammond, pianoforte, voce
- Carlo Capodieci: trombone
- Rudy Migliardi: trombone
- Roberto Pozzi: chitarra

## Discografia parziale

### Singoli
- 1959 - Magic Moments (Il Musichiere N° 28, N 20017 Flexy-disc monofacciale)
- 1960 - Cha cha cha de las secretarias / Pedacito de cielo (Primary, CRA 91789)
- 1960 - Ma-Ma-Du / Ye Ye cha cha cha (Primary, CRA 91795)
- 1961 - Ciceron cha cha cha / Rumbadi Bumbadi cha cha cha (Primary, CRA 91802)
- 1961 - Un besito por telefono / Hablame y jurame (Primary, CRA 91814)
- 1961 - Fidel / Madrid (Primary, CRA 91815)
- 1962 - Flamenco rock / Quando c'è la luna piena (Primary, CRA 91819)
- 1962: La pachanga / Me - Me - Me (Primary, CRA 91825)
- 1962 - Versilia by night / El senor del cha cha cha (Primary, CRA 91828)
- 1962: Lola Catula / Cuca Cuca (Primary, CRA 91842)
- 1962: Brigitte Bardot / Cha -ba -da cha- ba -di (Primary, CRA 91843)
- 1962 - Colazione da Tiffany (Moon river) / Esta es la chunga (Primary, CRA 91851)
- 1962: L'errore / Me siento male (Primary, CRA 91859)
- 1962 - Nerone twist / Barbanera twist (Primary CRA 91862)
- 3 maggio 1962: Ho bigiato la scuola / Lisbona di notte (Primary, CRA 91868)
- 1962: Guardie e baffi / Glu glu (Primary, CRA 91882)
- 1962: Lolita ya ya / Canzone do Brasil (Primary, CRA 91883)
- ? Speedy gonzales / Lolita (Primary, PRP 101) [lato A eseguito da Los campeones]
- 1963: Coffee bean / Tengo una esperancita (Primary, CRA 91902)
- 1963 - La mujer / Io so che tu (Primari, CRA 91907)
- 1963 - 4 marce / Bikini e tamourè (Primary, CRA 91916)
- Luglio 1963: Broken date / Vieni mademoiselle (Primary, CRA 91917)
- 1964: La squadra dal gol facile / Chi lo sa (Primary, CRA 91926)
- 1964: Era una notte nera / El moro (Pathé, AQ 1286)
- 1965: Mancano tre ore / Il quattroruote (Pathé, AQ 1307)
- 1966: Mister Tamburino / Stop op (Italdisc, M 173)
- 1967: È un vero peccato / Ho preso un pallino per te (Italdisc, M 177)
- 1970: Frankenstein / Non ho più niente da dirti (Centotre, FB 1007)
- 1974 - Bongo beat / Il mondo è grande (Kansas, DM 1171)
- 1975: Domani senza te / Tema di Sabrina (Kansas, 5100 411)
- 1980: Baby / Maddalena (Kansas, CS 3078)

### EP
- 1960 - El senor cha cha cha - Cha cha cha de las secretarias / Ye ye cha cha cha / Ciceron cha cha cha / Rumbadi rumbadi cha cha cha (Primary, EP 5002)
- 1961 - Madrid / Hablame y jùrame / Un besito por telefono / Rumbadi rumbadi cha cha cha (Discophon 17129, Spagna)
- 1961 - Flamenco rock [altri brani interpretati da: Cocki Mazzetti (Pepito); Los maleteros (La papaya); Zanetti Brothers (Valencia)] (Discophon 17190, Spagna)

### Singoli pubblicitari per la Coca Cola
Nel 1960 e nel 1961 la Primary stampò una serie di 45 giri pubblicitari per la Coca Cola, con cantanti dell'etichetta che eseguivano alcuni successi propri o cover di altri artisti; la sigla della catalogazione era CC, ovviamente riferita alle iniziali dell'azienda.
La copertina, uguale per ogni emissione, raffigurava una fotografia di un gruppo di giovani mentre bevevano la bevanda; questi dischi sono diventati con il tempo una rarità molto ricercata nell'ambito del collezionismo discografico.
Michelino e il suo complesso sono presenti in questi dischi:
- 1960 - La pachanga / Madrid (Primary, CC 3, solo lato B; lato A eseguito da Gaby Montez e Los Moycanos)
- 1960 - Quando c'è la luna piena / Mambo nº 5 (Primary, CC 5, solo lato A; lato B eseguito da Los Moycanos)
- 1961 - Ye ye cha cha cha / Peppermint twist (Primary, CC 6 - lato B eseguito da Guidone e il suo complesso)
- 1961 - Ye ye cha cha cha / Guarda che luna (Primary, CC 10, solo lato A; lato B eseguito da Silvano Silvi)

### Album
- Michelino - Cha Cha Cha (Primary LP 6003) - Cha cha cha de las secretarias / Sogni colorati / Macarenas / Ciceron cha cha cha / La pachanga / Va mi negra / Brigitte Bardot / Pedacito de cielo / Lola Catula / La cha-conga / Cha-ba-da cha-ba-di (Primary LP 6003)